# Recques-sur-Course
Recques-sur-Course (Nederlands: Rekke) is een gemeente in het Franse departement Pas-de-Calais (regio Hauts-de-France) en telt 292 inwoners (1999). De plaats maakt deel uit van het arrondissement Montreuil.

## Naam
In het departement Pas-de-Calais bestaan twee Recques, namelijk  Recques-sur-Hem en Recques-sur-Course. Om verwarring met Recques-sur-Hem te voorkomen heeft de gemeente "sur Course" (aan de Course) aan de plaatsnaam toegevoegd.
De plaatsnaam is hoogstwaarschijnlijk van Oudnederlandse herkomst. De mogelijk oudste overgeleverde vermelding  van de plaatsnaam is uit het jaar 857 als: Reka. Het betreft een zelfstandig naamwoord en de plaatsnaam verwijst naar c.q. is afgeleid van het woord rek of rak (smalle lange strook (land, water)). De huidige Franstalige plaatsnaam is hiervan een fonetische nabootsing.
De spelling van de naam van het dorp heeft door de eeuwen heen gevarieerd. Chronologisch heette het achtereenvolgens: Rech (1224), Reke (1289), Recke (1328), Recque-en-Boullenois (XIV-eeuw), Reque (1464), Haute-Recques (1774), Recques (XVIII-eeuw). Hierna kreeg en behield het zijn huidige naam en spellingswijze. Hierbij dient gemeld te worden dat de vermelding van de naam Reka van 857 hoogstwaarschijnlijk betrekking heeft op Recques-sur-Course.
De naam van de gemeente luidt in het in Frans-Vlaams: Rekke. .

## Geografie
De oppervlakte van Recques-sur-Course bedraagt 4,9 km², de bevolkingsdichtheid is 59,6 inwoners per km².
De onderstaande kaart toont de ligging van Recques-sur-Course met de belangrijkste infrastructuur en aangrenzende gemeenten.

## Demografie
Onderstaande figuur toont het verloop van het inwonertal (bron: INSEE-tellingen).